# Simone Alessio
Simone Alessio (Livorno, 14 de abril de 2000) es un deportista italiano que compite en taekwondo.
Participó en dos Juegos Olímpicos de Verano, en los años 2020 y 2024, obteniendo una medalla de bronce en París 2024, en la categoría de –80 kg.
Ganó dos medallas de oro en el Campeonato Mundial de Taekwondo, en los años 2019 y 2023, y dos medallas en el Campeonato Europeo de Taekwondo, oro en 2022 y bronce en 2021.

## Palmarés internacional
| Juegos Olímpicos   | Juegos Olímpicos         | Juegos Olímpicos  | Juegos Olímpicos |
| Año                | Lugar                    | Medalla           | Categoría        |
| ------------------ | ------------------------ | ----------------- | ---------------- |
| 2024               | París (Francia)          | Medalla de bronce | –80 kg           |
| Campeonato Mundial |                          |                   |                  |
| Año                | Lugar                    | Medalla           | Categoría        |
| 2019               | Mánchester (Reino Unido) | Medalla de oro    | –74 kg           |
| 2023               | Bakú (Azerbaiyán)        | Medalla de oro    | –80 kg           |
| Campeonato Europeo |                          |                   |                  |
| Año                | Lugar                    | Medalla           | Categoría        |
| 2021               | Sofía (Bulgaria)         | Medalla de bronce | –80 kg           |
| 2022               | Mánchester (Reino Unido) | Medalla de oro    | –80 kg           |